# Victoria Clare
Victoria Clare ist eine US-amerikanische Schauspielerin.

## Leben
Clare debütierte 2015 in einer Nebenrolle im Film Road Wars – Willkommen in der Hölle sowie in einer Episode der Fernsehserie Renegades – The Series als Schauspielerin. 2016 übernahm sie im Horrorfilm The Evil Ones – Die Verfluchten die Rolle der Christina. 2017 spielte sie unter anderen die größere Rolle der Abbey im Film Jurassic School sowie die Rolle der jungen Kerri im Abenteuerfilm  Die wunderbare Reise der Lucy – Auf der Suche nach Fellini. 2018 spielte sie die weibliche Hauptrolle der Olivia Wittenburg im Kriegsfilm Warfighter. 2020 stellte sie im Filmdrama Horse Girl die Rolle der jungen Sarah dar, deren erwachsenes Alter Ego von Alison Brie verkörpert wurde. 2021 war sie in der größeren Rolle der Melissa Everie im Horrorfilm Landfill zu sehen.

## Filmografie (Auswahl)
- 2015: Road Wars – Willkommen in der Hölle (Road Wars)
- 2015: Renegades – The Series (Star Trek: Renegades, Fernsehserie, Episode 1x01)
- 2016: Poolside Chats (Fernsehserie)
- 2016: Betrayed (Fernsehserie, Episode 1x01)
- 2016: The Evil Ones – Die Verfluchten (Bornless Ones)
- 2016: Parched (Kurzfilm)
- 2016: Juiced (Fernsehserie, Episode 1x08)
- 2016: Color of Souls (Kurzfilm)
- 2016: AKA Amber (Kurzfilm)
- 2017: Jurassic School
- 2017: Die wunderbare Reise der Lucy – Auf der Suche nach Fellini (In Search of Fellini)
- 2017: Chatterbox: Escape the Asylum (Kurzfilm)
- 2017: Empennage (Kurzfilm)
- 2018: Legion (Fernsehserie, Episode 2x04)
- 2018: Warfighter
- 2018: Behind Her Eyes (Kurzfilm)
- 2018: Immaculate (Fernsehserie)
- 2020: Horse Girl
- 2020: The Lone Road
- 2021: Landfill